# Henri Degraer

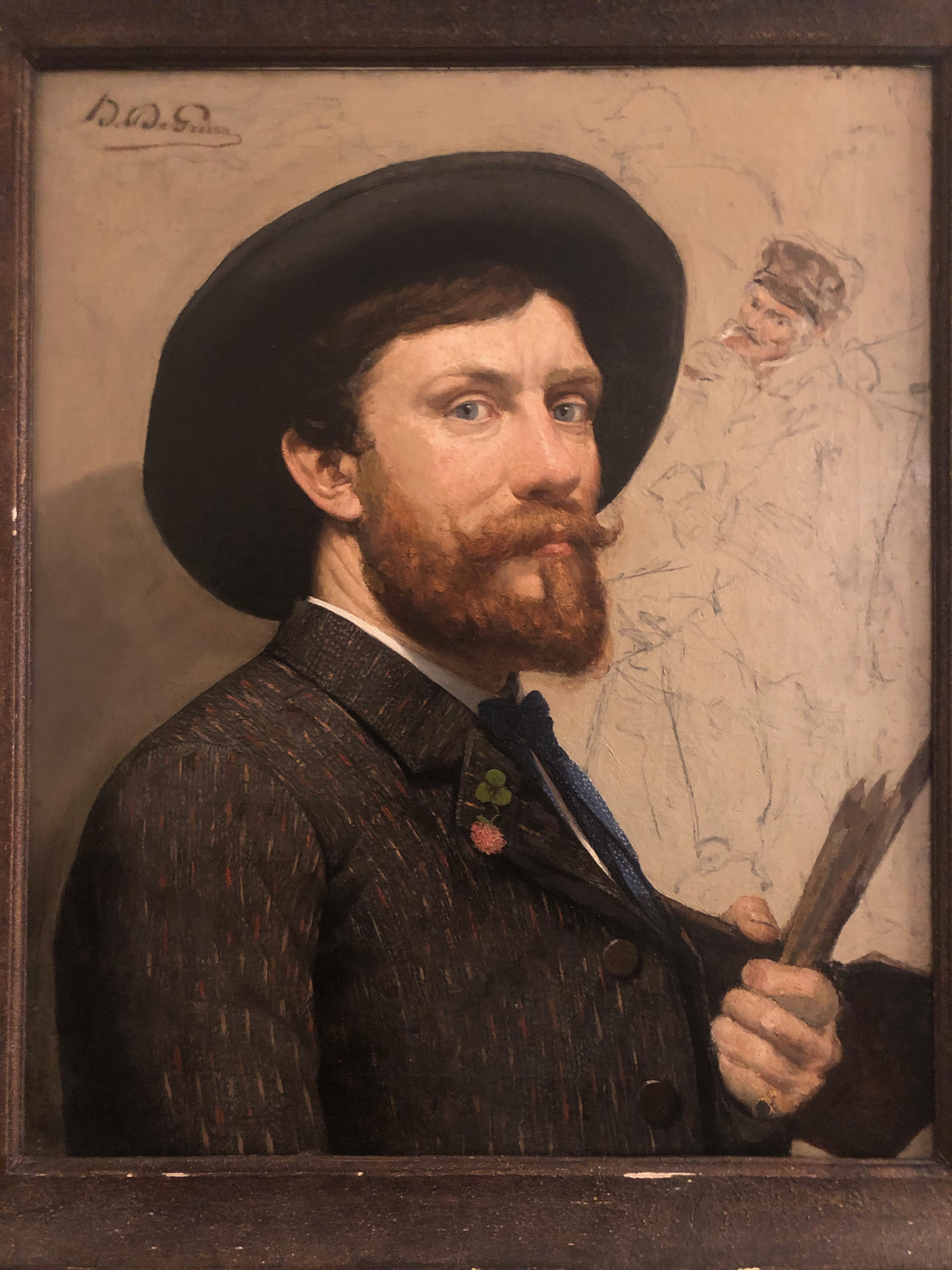
Zelfportret Henri De Graer

Henricus (Hendrik of Henri) Degraer of De Graer (Klerken, 1 mei 1856 - Brugge, 28 mei 1915) was een Belgisch kunstschilder, verbonden met de Brugse School.

## Levensloop
Degraer was een zoon van David Degraer, veldwachter in Klerken, en van Carolina Dewijse. Van 1880 tot 1884 volgde hij de lessen tekenen en schilderen naar de figuur en naar de natuur aan de Koninklijke Academie voor Schone Kunsten van Antwerpen bij P. Beaufoux, J.E. Van Den Bussche en Karel Verlat. Hij trouwde in 1894 met Sylvia Du Breu (Klerken, 1870 - Brugge, 1937). Ze kregen acht kinderen en woonden vanaf 1894 in Brugge, achtereenvolgens in de Gentpoortstraat, de Sint-Jorisstraat en de Langestraat.
Als eerste activiteit in Brugge was hij kunstschilder bij de kunstateliers Beyaert. Hij vestigde zich weldra zelfstandig en werkte talrijke bestellingen af.
Het voornaamste deel van zijn oeuvre bestond uit portretten. Voor het provinciaal bestuur schilderde hij de levensgrote portretten van de drie eerste gouverneurs van West-Vlaanderen: Felix de Muelenaere, Adolphe de Vrière en Benoît Vrambout. Hij maakte ook in 1905 een portret van Guido Gezelle, dat veel later, in 1949, als model werd genomen voor een postzegel. Het schilderij wordt bewaard in het Brugse Gezellehuis. Daarnaast portretteerde hij leden van vooraanstaande families en maakte ook (vaak op basis van foto's) portretten die besteld werden vanuit de Verenigde Staten. Ook maakte hij zelfportretten en schilderde hij portretten van zijn kinderen en andere familieleden.
Naast portretten schilderde hij Brugse en Diksmuidse stadsgezichten en stillevens met bloemen.

## Religieuze werken
Degraer produceerde heel wat religieus werk, waarbij hij zijn handelsgeest toonde. 
Hij begon vanaf 1905 de veertien staties van de kruisweg te schilderen, die hij adverteerde als werk dat geïnspireerd was door hetzij de kruisweg van schilder Franz Vinck, die zich in de Antwerpse Onze-Lieve-Vrouwekathedraal bevond, hetzij als zijn eigen origineel werk waarvoor hij inspiratie had gezocht tijdens een reis naar Jeruzalem. 
Dit resulteerde in een catalogus waarvan de Engelse titel luidde "H. De Graer, Bruges, Belgium - Pictures of Christian Art". Een deel van deze werken werd tentoongesteld op de Wereldtentoonstelling van 1910 te Brussel, maar gingen verloren door de brand van 14 en 15 augustus die vele paviljoenen vernielde.
Hij maakte ook kopieën van schilderijen van oude meesters, onder meer een triptiek met Maria en het kind Jezus, en de heiligen Katarina en Barbara.

## Pestschilderij
Op de hoek van de Sint-Jorisstraat en de Poitevinstraat werd in 1866 tegen de gevel een schilderij gehangen dat de pestepidemie uit 1666 in herinnering bracht. In 1900 besliste de Broederschap der heilige pestpatronen het schilderij te vervangen door een meer bestendig monument, namelijk een tegeltableau. De Graer kreeg de opdracht om het ontwerp te tekenen, dat aan een Brussels huis werd toevertrouwd voor uitvoering en hij kreeg hierbij tamelijke vrijheid.
Er ontstond een hevige polemiek over de pestpatronen die op het tegeltableau werden weergegeven. Vooral de kanunniken Adolf Duclos en Ernest Rembry lieten zich hierin gelden. De Graer had drie van de heiligen die op het vroegere schilderij voorkwamen, niet weerhouden. Het ging om de heiligen Johannes de Doper, Macharius en Johannes Nepomucenus. In de plaats werden Adolf van Osnabrück, Bruno de Kartuizer en Antonius van Sorrente afgebeeld, drie personen die volgens beide kanunniken in Brugge volledig onbekend waren en er ook nooit als pestpatronen waren vereerd. De Graer verdedigde zijn keuze door te verwijzen naar een Duitse auteur, Heinrich Detzel, een specialist in de iconografie. De antwoorden die hij op de bezwaren van de kanunniken publiceerde waren in een nogal onbeschofte taal opgesteld.